# San Benedetto (Antonello da Messina)
San Benedetto è un dipinto a olio e oro su tavola (105x43,5 cm) di Antonello da Messina, databile al 1470-1475 circa e conservato nella Pinacoteca del Castello Sforzesco a Milano fino al 1 Novembre 2015. Dal 2 Novembre 2015 il dipinto si trova presso la Galleria degli Uffizi a Firenze con prestito quindicennale da parte della Pinacoteca del Castello Sforzesco a Milano. 

## Storia
Il San Benedetto di Antonello venne riscoperto sotto pesanti ridipinture settecentesche, da cui affiorava solo la ricca aureola dorata. L'altissima qualità della pittura aveva infatti palesato l'opera del grande maestro, collegandola con le due tavole analoghe per stile e dimensioni agli Uffizi dal 1996. Forse dell'originario polittico, detto dei Dottori della Chiesa, facevano parte anche le tre cuspidi nel Museo regionale di Palazzo Abatellis a Palermo.

## Descrizione e stile
San Benedetto è colto frontalmente dalla luce, sullo sfondo di una lamina dorata lavorata a racemi. Il santo mostra la cappa di monaco sotto una ricca veste vescovile, con una mitria incrostata di gemme in testa e, in mano, un bastone pastorale e un libro, che ricorda la Regola benedettina. Sui guanti bianchi indossa alcuni anelli. Grazie alla tecnica a olio, innovativa per l'Italia in quegli anni, il pittore descrisse con grande realismo i vari dettagli della figura, con un'attenzione lenticolare ai riflessi luminosi ben visibile ad esempio nella brillantezza delle perle e delle pietre preziose. Più legata alla trazione italiana è la tendenza a geometrizzare la fisionomia, senza però annullare i dati fisiognomici individuali, nonché l'unificazione spaziale tra i pannelli, determinata da una medesima altezza del bordo del pavimento e dallo sconfinare delle ombre tra una tavola e l'altra.